# Blues Cross Country
| Оценки критиков               | Оценки критиков |
| Источник                      | Оценка          |
| ----------------------------- | --------------- |
| AllMusic                      | [ 3 ]           |
| Encyclopedia of Popular Music | [ 4 ]           |

Blues Cross Country — студийный альбом американской певицы Пегги Ли, выпущенный в 1962 году на лейбле Capitol Records. Альбом можно охарактеризовать как концептуальный, состоящий из музыкального путешествия по Соединённым Штатам с помощью свинга и блюза; многие из песен были написаны Ли совместно с другими авторами. Аранжировками занимались Куинси Джонс и Бенни Картер.

## Отзывы критиков
Уильям Рульманн из AllMusic присудил альбому четыре звезды и отметил, что «хотя аранжировки Джонса часто немного смелее, чем могут выдержать блюзовые стандарты, Ли вносит в песни правильное сочетание энергии и чувства». В журнале Billboard написали, что «Пегги вернулась, и на этот раз в блюзовом настроении — с грустным блюзом, счастливым блюзом и свингующим блюзом. Она поёт их в своём собственном восхитительном стиле, чему во многом способствуют прекрасные аранжировки Куинси Джонса».

## Список композиций
| №  | Название                            | Автор(ы)                           | Длительность |
| -- | ----------------------------------- | ---------------------------------- | ------------ |
| 1. | «Kansas City»                       | Джерри Либер, Майк Столлер         | 2:29         |
| 2. | «Basin Street Blues»                | Спенсер Уильямс                    | 3:04         |
| 3. | «Los Angeles Blues»                 | Пегги Ли, Куинси Джонс             | 2:38         |
| 4. | «I Lost My Sugar in Salt Lake City» | Джонни Лэнг, Леон Рене             | 2:53         |
| 5. | «The Grain Belt Blues»              | Пегги Ли, Милт Раскин, Билл Шлугер | 1:52         |
| 6. | «New York City Blues»               | Пегги Ли, Куинси Джонс             | 3:21         |

| №  | Название                 | Автор(ы)                           | Длительность |
| -- | ------------------------ | ---------------------------------- | ------------ |
| 1. | «Goin' to Chicago Blues» | Каунт Бейси, Джимми Рашинг         | 2:37         |
| 2. | «San Francisco Blues»    | Пегги Ли, Милт Раскин              | 2:37         |
| 3. | «Fisherman’s Wharf»      | Пегги Ли, Милт Раскин              | 3:11         |
| 4. | «Boston Beans»           | Пегги Ли, Милт Раскин, Билл Шлугер | 2:05         |
| 5. | «The Train Blues»        | Пегги Ли, Куинси Джонс             | 2:42         |
| 6. | «Saint Louis Blues»      | У. К. Хэнди                        | 2:15         |